# سوسن قاعود
سوسن قاعود (مواليد نابلس 1972-)، هي مخرجة فلسطينية ومحاضرة في جامعة القدس، حاصلة على درجة الماجستير في الإنتاج التلفزيوني من جامعتي موسكو وكارديف. عملت في مجال الإنتاج منذ عام 1995، كمنتجة تليفزيونية ومراسلة لفضائية "أم بي سي"، أخرجت وانتجت العديد من الأفلام الوثائقية الطويلة.
عام 2013 شاركت في تأسيس شركة مشهد للإنتاج الفني وهي شركة تساهم بتقديم التسهيلات لصناع الأفلام، وتنتج أيضًا أفلاما سينمائية وأفلاما وثائقية تلفزيونية.
في عام 2019 ستدشن سوسن مركز القدس للتدريب الإعلامي بالتعاون مع جامعة القدس.

## مسيرتها المهنية
عاشت داخل فلسطين حتى بدايت الإنتفاضة الاولى من ثم إنتقلت لتعلم الإعلام في موسكو، وبقيت هناك فتره مدتها الخمس سنوات، تخرجت عام 1994 ثم باشرت تدريبها كمراسلة في قناة الأم بي سي في موسكو. عادت إلى فلسطين للعمل كمراسله لقناة «أم بي سي» لدى مقرها في مدينة القدس.
عملت في إخراج أفلام روائية تستند على قصص واقعية للنساء وكان أول أفلامها والذي أحدث نجاح خلال فترة الانتفاضة الثانية يتناول النساء الأسيرات لاعبات كرة القدم.
تشمل قائمة أفلام قاعود فيلم «نساء في الملعب» الذي أُصدر عام 2011 ويُظهِر معاناة المنتخب الفلسطيني لكرة القدم النسائية في اللعب والتدرب في ظل الاحتلال الإسرائيلي،
بالإضافة إلى فيلم «سيمفونية الشتات» الذي أُصدر هذا العام ويوثق كيف جرى اختيار عدد من الموسيقيين ذوي الأصول الفلسطينية لعزف الموسيقى الكلاسيكية في الضفة الغربية وإسرائيل.
فيلم النطفة المهربة، وثائقي 90 دقيقة، يروي قصة شيرين نزال امرأة فلسطينية تحمل بطفل نتيجة عملية تلقيح صناعي بعد حصولها على نطف منوية محرّرة من زوجها القابع داخل أحد السجون الإسرائيلية. تحاول شيرين بهذا الفيلم أن تعيش حياة كأم عزباء في ظل مجتمع فلسطيني محافظ.

في العام 2019 أخرجت فيلم «حارس الذاكرة»، الذي تتبع قصص العودة التي يقوم طارق البكري بتوثيقها وقصص علاقة الفلسطينيين بتثبيت حقهم بأرضهم وعودة ثلاثة أجيال من المنفى لزيارة منازلهم وقراهم التي أجبروا على الرحيل منها.

## أعمالها
- نساء الأقصى
- سمفونية الشتات
- نساء في الملعب
- السجن خارج القضبان
- أنامل الزمان